# Midazolam
Midazolam is een snelwerkende benzodiazepine met sterke angstremmende, amnestische, slaapopwekkende, anti-epileptische, spierontspannende en kalmerende eigenschappen. Het is een van de weinige wateroplosbare benzodiazepines, en daarom erg geschikt voor injectie. Het wordt onder meer onder de merknamen Dormicum Versed en Hypnovel door Hoffmann-La Roche op de markt gebracht.
Midazolam is voor het eerst gesynthetiseerd in 1976 door Fryer en Walser.
De stof is opgenomen in de lijst van essentiële geneesmiddelen van de WHO.

## Algemeen
Midazolam wordt veelvuldig gebruikt voor intraveneuze sedatie (kalmerende injectie) en wordt ook als slaapmiddel voorgeschreven in tabletvorm. De inwerktijd (intraveneus) is snel (binnen 1 minuut). Daarnaast wordt midazolam regelmatig gebruikt als pre-anestheticum, voor het inleiden van algehele anesthesie, waarna de anesthesie wordt verdiept met een ander intraveneus anestheticum, dat eventueel ook voor onderhoud van algehele anesthesie kan worden toegepast of een gasvormig anestheticum. Midazolam (voor injectie) is een heldere vloeistof. Ook voor het onderhouden van anesthesie (maintenance) middels een continue pomp werd midazolam veel gebruikt, maar het nadeel was dat de patiënt langdurig suf bleef na het staken van de toediening, waardoor het anno 2006 minder gebruikelijk is geworden. Wel wordt midazolam op de intensive care toegepast voor sedatie tijdens beademing. De tabletvorm (orale vorm) van midazolam wordt gebruikt voor sedatie (kalmering), anxiolyse (angstreductie) en voornamelijk voor slaapstoornissen. De inwerking duurt dan 15-30 minuten. Over het algemeen wordt geadviseerd een tablet pas te nemen als men daarna ook daadwerkelijk 7-8 uur (ongestoord) kan slapen. Midazolam kan tot geheugenstoornissen leiden en is voornamelijk alleen geschikt als inslaapmiddel.

## Farmacologie
In tegenstelling tot andere benzodiazepines zoals diazepam en lorazepam is midazolam wateroplosbaar doordat de imidazoolring open is bij een pH onder de 4. Als midazolam wordt geïnjecteerd, sluit de imidazoolring door het zwak alkalische milieu van de bloedbaan (pH ongeveer 7.4), waardoor het beter in vet oplosbaar wordt. Deze eigenschap maakt dat het snel wordt opgenomen in zenuwweefsel. Hierdoor en door de pKa-waarde van 6.15, waardoor in fysiologische omstandigheden midazolam grotendeels (>90%) ongeïoniseerd is, is er een snelle werking.
Metabolisme gaat via het hepatische cytochroom P450 enzym 3A3/3A4. Het wordt gehydroxyleerd tot de minder actieve metaboliet 1-hydroxy-midazolam en dan geglucuronideerd, waarna het renaal geklaard wordt. Bij nierinsufficiëntie kan er cumulatie van 1-hydroxymidazolamglucuronide optreden. Lange tijd is aangenomen dat deze glucuronide farmacologisch inactief is. Tegenwoordig is echter bekend dat de activiteit ervan circa 10% bedraagt van de activiteit van midazolam. Bij voldoende cumulatie kan dus alsnog sedatie optreden.

## Indicaties
Midazolam wordt vaak gebruikt (meestal in combinatie met andere middelen zoals opiaten bv fentanyl en derivaten) door anesthesiologen om patiënten te sederen vlak voor een operatie. Verder wordt midazolam gebruikt bij andere invasieve medische procedures, zoals endoscopie (gastroscopie, colonoscopie). De patiënt raakt niet buiten bewustzijn maar verliest wel het vermogen dingen in te prenten in het geheugen (anterograde amnesie).
Door zijn sterke en zeer snelle inwerking wordt midazolam zelden toegepast buiten het ziekenhuis. Een uitzondering is midazolam via het wangslijmvlies (buccaal), via de neus (nasaal) of via het rectum (rectaal) voor de snelle behandeling van langdurige insulten. Voor deze toepassing wordt het toegediend tussen de binnenkant van de wang en het tandvlees, via de neusgaten of via het darmslijmvlies, waar het direct in de bloedbaan wordt opgenomen. Ook in de setting van de ambulance en traumahelikopter wordt midazolam veelvuldig toegepast door MMT-artsen en ambulanceverpleegkundigen.
In situaties van (een medisch) trauma kan een patiënt erg angstig worden bij het zien van het ambulanceteam in hun kledij en in combinatie met alle herrie en drukte om hen heen. Sommigen raken in een hyperadrenerge staat (POTS) en midazolam ontneemt hen de angst voor vervoer en behandeling in medisch vervoer (ambulance, pre-operatief, shock). Na 20-30 minuten kan men overstappen naar een ander (langwerkend) sedativum ter voorbereiding op de operatie of als pre-narcoticum als inleiding. De patiënt weet vanaf punt aankomst ambulance tot na operatie niet meer wat er gebeurd is omdat alle benzodiazepines inwerken op het kortetermijngeheugen. 
- Oraal (buccaal), nasaal en rectaal
  - Behandeling van epileptische aanvallen.
- Intramusculair (i.m) of intraveneus (i.v): (bij trauma is i.v gewenst door snelle werking)
  - Preoperatieve sedatie (premedicatie, anxiolyse, amnesie)
  - Behandeling van epileptische aanvallen.
- Intraveneus:
  - Voor sedatie (kalmering), anxiolyse (demping angst), en amnesie (kortetermijngeheugen) bij endoscopische procedures. Vaak wordt midazolam gebruikt in combinatie met andere stoffen die het zenuwstelsel onderdrukken. Bij een gastroscopie wordt het sederende midazolam bijvoorbeeld gecombineerd met lidocaïne dat gebruikt wordt om de keel te verdoven. Ook bij een endoscopie kan midazolam gebruikt worden om de patiënt niet te veel van het onderzoek te laten meekrijgen. In de volksmond noemt men dit een roesje.
  - Voor ingeleide algehele anesthesie in combinatie met andere anesthetica.
- Continue I.V. infusie: (morfinepomp en propofol)
  - Voor sedatie van geïntubeerde patiënten in een intensive care setting.
- Palliatieve sedatie. Hoewel opgenomen in de richtlijn van de KNMG[3] betreft het een niet-geregistreerd gebruik.

## Dosering
De dosering van midazolam is zeer variabel en afhankelijk van patiëntfactoren (zoals gewicht en leeftijd) en andere toegevoegde medicatie. Voor de inductie van anesthesie is erg veel midazolam nodig (bijvoorbeeld in de orde van 25 mg intraveneus voor een volwassene, tevens maximale dosis). Voor sedatie (kalmerend effect) is minder nodig bijvoorbeeld 2,5– 10 mg intraveneus. (i.m)
Oraal wordt 7,5 mg-15 mg voor volwassenen gebruikt per tablet. Patiënten die hoge doseringen benzodiazepines gebruiken (en er soms verslaafd aan zijn) reageren vaak veel minder of soms vrijwel niet op midazolam als sedatie. Toch wordt meestal niet te veel gegeven, omdat de patiënt nog onder invloed kan zijn van de vooraf gebruikte medicatie, vooral die met een lange halveringstijd zoals bij diazepam.
- Preoperatief anxiolyse: 0,5-2,5 mg tot 10 mg tablet (staat van angst patiënt, rustig tot over zijn toeren).
- Endoscopie: 3–5 mg (tot zelfs 10 mg) (i.v), vaak in combinatie met kort werkende opioïden in normale dosering.
- Status epilepticus: 10 mg intranasaal of in de wangzak

## Bijwerkingen en potentieel misbruik
De door midazolam veroorzaakte sterke amnesie is een aspect waardoor het middel vaak wordt toegepast als premedicatie. Snel inspuiten van midazolam kan een tijdelijke apneu geven en soms ook een langdurige ademhalingsstilstand.
In vergelijking met andere benzodiazepinen is de kans op misbruik vrij hoog vanwege het korte, maar sterke effect. Misbruik komt echter niet vaak voor omdat het middel weinig wordt voorgeschreven en voornamelijk in ziekenhuizen wordt toegepast. Midazolam heeft een lagere kans op misbruik dan bijvoorbeeld cocaïne of heroïne. 
De combinatie van midazolam met stoffen zoals alcohol, opiaten en overmatig gebruik van 'pepdrankjes' kan tot sterke ademhalingsdepressie, coma, ademhalingsstilstand, en de dood leiden. Bij pepdrankjes kunnen er hartritmestoornissen optreden die tot ventrikelfibrilleren kunnen leiden.

## Contraindicaties
Overgevoeligheid, acuut glaucoom (nauwe kamerhoek), shock, lage bloeddruk, schedelhersenletsel en drugs- of alcoholgebruik, spierzwakte, verminderd reactievermogen, misselijkheid en braken.

## Overdosis
Symptomen van overdosis:
- Somnolentie (slaperigheid)
- Verwardheid
- Hypotensie (lage bloeddruk)
- Gestoorde motorische functies [locomotor]
  - Gestoorde reflexen (omduwen van je beker koffie terwijl je die beker juist wilde pakken, misgrijpen in feite)
  - Gestoorde coördinatie (dronkenschap, waggelen, onsamenhangende taal)
  - Gestoord evenwicht (ernstige onhandigheid, vallen, botsen)
  - Duizeligheid
  - Overmatig braken zonder speekselvloed
  - Hyperhidrose (overmatig zweten)
- Coma

Overdosering is een medisch noodgeval en behoeft directe actie door deskundig personeel. Het tegengif voor een overdosis van midazolam (of andere benzodiazepinen) is flumazenil (anexate).